# Волиця (Великопольське воєводство)
Волиця (пол. Wolica) — село в Польщі, у гміні Ґодзеші-Великі Каліського повіту Великопольського воєводства.
Населення — 1216 осіб (2011).
У 1975-1998 роках село належало до Каліського воєводства.

## Демографія
Демографічна структура станом на 31 березня 2011 року:
|          | Загалом | Допрацездатний вік | Працездатний вік | Постпрацездатний вік |
| -------- | ------- | ------------------ | ---------------- | -------------------- |
| Чоловіки | 598     | 124                | 433              | 41                   |
| Жінки    | 618     | 135                | 370              | 113                  |
| Разом    | 1216    | 259                | 803              | 154                  |